# A-222 Bereg
A-222 Bereg (tiếng Nga: Берег; "Bờ biển") là một tổ hợp pháo bờ biển tự hành của Nga, được phát triển từ thập niên 1980 và xuất hiện trước công chúng lần đầu vào năm 1993 tại hội chợ vũ khí ở Abu Dhabi. A-222 được thiết kế để tiêu diệt hay chế áp lực lượng chiến đấu mặt biển hay ven biển của đối phương, ngăn chặn hỏa lực tàu chiến đấu đối phương nhắm vào lực lượng chiến đấu ven biển của ta trong tác chiến chống đổ bộ, tác chiến phòng thủ eo biển và vùng ven biển, cũng như bảo vệ tuyến hàng hải và bãi trú đậu ven bờ. Tổ hợp có thể bắn chính xác các mục tiêu đang cơ động trên biển và trên bờ với tốc độ tới 200 hải lý/giờ.
Tổ hợp pháo Bereg gồm xe chỉ huy (CPU), một xe phục vụ chiến đấu (MOBD) và 6 xe pháo tự hành (SAU). Tất cả các xe trên đều đặt trên khung gầm của xe việt dã 8x8 nên có tính cơ động rất cao.
Đối với phiên bản đầu, pháo AK-130 đặt trên xe bánh lốp 8x8 MAZ-543 và được thiết kế để tiêu diệt các tàu mặt nước, tàu cao tốc cũng như các mục tiêu trên mặt đất. Tốc độ bắn đạt 12 viên/phút.
Đối với phiên bản A-222M (M biểu thị "hiện đại hóa"), pháo 130 mm được thay thế bằng pháo 152 mm có thể bắn đạn dẫn đường chính xác Krasnopol.

## Cấu hình
- Xe chỉ huy với hệ thống điều khiển hỏa lực BR-136
- 6 xe pháo tự hành
- Một hoặc hai xe phục vụ chiến đấu.

## Đặc điểm

### Xe chỉ huy
Xe chỉ huy làm nhiệm vụ chỉ huy hỏa lực cho cả tổ hợp, bao gồm các trang thiết bị sau: đài ra-đa trinh sát, tổ hợp trinh sát quang tuyến truyền hình trang bị máy định tầm la-de và kính ngắm xác định mục tiêu, máy tính phần tử bắn kỹ thuật số, thiết bị kiểm tra và đánh giá kết quả xạ kích, thiết bị mô phỏng phần tử dùng huấn luyện kíp chiến đấu, máy phát điện, các thiết bị hỗ trợ chiến đấu và phục vụ kíp chiến đấu. Hệ thống chỉ huy hỏa lực trên xe có khả năng phát hiện và tính toán phần tử bắn trong môi trường nhiễu tích cực và tiêu cực đối với 4 mục tiêu, chỉ huy tổ hợp xạ kích đồng thời 2 mục tiêu trong số đó.

### Xe pháo tự hành
Xe pháo tự hành có thể bắn điện theo phần tử của xe chỉ huy hoặc bắn theo phần tử do hệ thống ngắm cơ hữu trên xe (kính ngắm cơ quang, máy tính đạn đạo và máy định tầm la-de) cung cấp. Xe có máy nạp đạn bán tự động dùng cho đạn nguyên khối như đạn phá mảnh mang ngòi nổ đế, đạn phòng không mang ngòi chạm nổ, cũng như các loại đạn huấn luyện và đạn diễn tập khác.

### Xe phục vụ chiến đấu
Các xe phục vụ chiến đấu cung cấp nguồn điện cho xe chỉ huy và các xe pháo tự hành, cung cấp chỗ ăn, ngủ, nghỉ và sơ cứu cho kíp chiến đấu. Việc cấp nguồn điện cho tổ hợp do 2 máy phát đi-e-zen đảm nhiệm với cơ số dầu dự trữ đủ dùng cho 7 ngày.

## Các biến thể
- A-222 Bereg
- A-222E Bereg-E (phiên bản xuất khẩu)

## Thông số kỹ thuật
- Tầm bắn hiệu quả (km): 20
- Thời gian chuẩn bị xạ kích đối với mục tiêu cơ động trên biển (với xác suất tiêu diệt bằng 0,8): 1-2 phút
- Số mục tiêu có thể xạ kích đồng thời bằng tổ hợp xạ kích bất kỳ: 1-2
- Cỡ nòng: 130mm
- Độ dài nòng: 7020mm
- Loại đạn: các loại đạn 130mm nguyên khối
- Tốc tộ bắn: 12-14 phát/phút
- Góc quay của pháo: -120... +120 độ
- Góc tà: -5... +50 độ
- Kíp trắc thủ:
  - Trên mỗi xe pháo tự hành: 8
  - Trên xe chỉ huy: 7
  - Trên xe phục vụ: 4
- Khung gầm các xe của tổ hợp: Trên khung gầm xe việt dã bánh lốp 4 cầu chủ động.
- Giá bán ước tính: 20 triệu USD